# Blauer Hibiskus
Blauer Hibiskus ist der erste Roman der feministischen Autorin Chimamanda Ngozi Adichie. Er erschien 2003 im englischen Original mit dem Titel Purple Hibiscus bei Algonquin Books und wurde 2005 in einer Übersetzung von Judith Schwaab im Luchterhand Literaturverlag auf Deutsch veröffentlicht. Das Buch wurde sowohl international als auch in Deutschland ausgezeichnet. Unter anderem stand das Buch auf der Longlist des Booker-Preises. Purple Hibiscus wurde vielfach übersetzt; so liegt das Buch unter anderem auch in Französisch, Polnisch und Spanisch vor.

## Inhalt
Blauer Hibiskus erzählt eine Familiengeschichte aus der Sicht der 15-jährigen Kambili, außer der es einen Sohn in der Familie gibt. Der Roman spielt in Enugu, im Süden Nigerias. Die Kernfamilie lebt in der Hauptstadt dieses Staates, Enugu, sie ist sehr wohlhabend, stark katholisch-christlich geprägt und besteht aus den Eltern und zwei Kindern. Eine alleinerziehende Tante väterlicherseits, Ifeoma, mit ebenfalls einer Tochter und zwei Söhnen sowie der Großvater väterlicherseits spielen ebenfalls wichtige Rollen. Die Familie mütterlicherseits findet nur wenig Erwähnung.
Der Roman beginnt mit einer Szene, in der der Vater, Eugene, die Beherrschung verliert und mit einem Gebetbuch nach seinem Sohn Jaja wirft. Die Szene wird als Wendepunkt beschrieben, nach dem nichts mehr wie vorher ist. Anschließend wird ausführlich dieses Vorher geschildert. Dabei wird schnell deutlich, dass der Familienvater stark kontrollierend agiert. Er wird einerseits als bewunderns- und liebenswerter Mensch mit vielen Tugenden wie Freigiebigkeit, Festigkeit im Glauben und einer aufrichtigen demokratischen Haltung geschildert, andererseits als jemand, der viele Vorschriften, Ge- und Verbote für seine Kinder erlässt und sie damit unter Druck setzt. Im Verlauf des Buches wird immer klarer, dass er diese Regeln mit Gewalt durchsetzt, teils extremer Gewalt bis hin zu Folter, die die Gesundheit seiner Kinder dauerhaft schädigt. Es wird nach und nach deutlich, dass er auch seine Frau Beatrice misshandelt und damit auch Fehlgeburten auslöst. Bei diesen Gewaltausbrüchen missbraucht er Religion als Kontroll- und Unterwerfungsinstrument.
Ifeoma, die an der University of Nigeria lehrt und mit ihren Kindern in Nsukka wohnt, sowie der Großvater leben komplett andere Lebensentwürfe, die insbesondere die Verbindung mit den Igbo-Traditionen der Familie einbeziehen. Eugene versucht, seine Kinder von dem Einfluss dieser auf mehr Freiheiten ausgerichteten Lebensentwürfe fernzuhalten, sieht sich aber auch in der Pflicht, familiäre Bande zu pflegen. Unter dem Vorwand, die Kinder auf eine Pilgerfahrt mitnehmen zu wollen, gelingt es der Tante, Kambili und Jaja für einige Zeit zu sich nach Hause einzuladen. Die beiden Heranwachsenden lernen dort neben mehr Freiheiten auch gleichberechtigte Teilhabe und Freude ebenso kennen wie nicht-christliche nigerianische Traditionen und Werte. Kambili erlebt dort auch ihre erste Liebe zu einem Priester, der Religion ganz anders lebt und lehrt als ihr Vater. Sie erleben aber auch das Leben mit massiven materiellen Beschränkungen, da Ifeoma aufgrund politischer Unruhen seit längerem keine Bezüge mehr erhält.  
Als der Großvater im Haus Ifeomas stirbt, während Kambili und ihr Bruder dort zu Besuch sind, verschärft das die Spannungen in der Familie. Es kommt zu der anfangs geschilderten Szene mit dem Wurf des Gebetbuches. Kurz darauf kommt es zu einem weiteren Gewaltausbruch des Vaters, bei dem er Kambili beinahe tötet. In der Folge bringen die Kinder sich bei der Tante vor ihm in Sicherheit. Die Gesundheit des Vaters verschlechtert sich in dieser Zeit. Er stirbt und die Polizei führt eine Obduktion durch, bei der Gift gefunden wird. Jaja bekennt sich schuldig, da er erkennt, dass seine Mutter schuldig ist, und er sie schützen will. Er wird verhaftet und zu einer Gefängnisstrafe verurteilt. Das Buch endet nach einem Zeitsprung von mehreren Jahren mit einer Szene, in der Kambili und Beatrice Jaja im Gefängnis besuchen und ihm Hoffnung auf eine baldige Freilassung machen.  
Das Familiendrama spielt vor dem Hintergrund einer politisch unruhigen Zeit in Nigeria. Eugene ist als Herausgeber einer kritischen Zeitung politisch aktiv; sein Einsatz für Demokratie und Freiheit steht im Widerspruch zu seinem eigenen Verhalten als Familienoberhaupt. Ifeoma wird durch die politischen Unruhen, die auch Universitätsschließungen und teils gewaltsame Studentenproteste mit sich bringen, in ihrer Existenz bedroht. Sie trägt sich lange mit der Entscheidung, ob sie Nigeria verlassen und nach Amerika auswandern soll, und entscheidet sich letztlich für die Auswanderung. Über diese Erzählstränge sowie über die Rolle des Katholizismus setzt sich das Buch auch stark mit dem Thema des Kolonialismus und seinen Folgen auseinander.

## Rezeption
In der Zeit lobt Ludwig Fels den Roman als „anrührend“ und „verstörend“, bescheinigt ihm „Wärme, Lebendigkeit, Dramatik und Ambitioniertheit“, die „streckenweise verstummen macht“. Tobias Döring sieht das Buch für die FAZ deutlich kritischer und urteilt: „Welten trennen die subtilen Erzählgeflechte und Figurenkonstellationen eines Achebe und anderer nigerianischer Autoren auch der jüngeren Generation von der kunstgewerblichen Collage Adichies, die darauf angelegt zu sein scheint, das Erwartungsrepertoire an afrikanische Romane – Masken, Mütter, Mythen und Gewalt – artig zu bedienen.“ Auch der Kirkus Review ist nicht vollständig überzeugt von Purple Hibiscus und vermutet, Adichie habe sich zu viel vorgenommen, so dass ihr Bild von Nigeria in diesem Buch zwar faszinierend sei, aber fragmentarisch bleibe.

## Preise
- 2020 Hermann-Hesse-Preis[4]
- 2005 Best First Book Commonwealth Writers’ Prize[5]
- 2004 Best Book for Young Adults der American Library Association[6]
- 2004 Hurston/Wright Legacy Award als bestes literarisches Debüt[7]

## Übersetzungen und Ausgaben
Eine deutsche Taschenbuchausgabe, ebenfalls in der Übersetzung von Judith Schwaab, erschien 2007 bei btb. 2015 erschien eine weitere Taschenbuchausgabe sowie ein E-Book in derselben Übersetzung im S. Fischer Verlag.